# 吴煦档案
吴煦档案是晚清官员吴煦任职期间形成及抄存的公务档案和私人来往信函。1953年2月在浙江杭州被重新“发现”，立即被视为“太平天国珍贵史料”，是中华人民共和国建国后第一次大规模发现的历史档案。
目前，绝大部分的吴煦档案被移交至南京的太平天国历史博物馆。其余存于中华人民共和国文化部和中国革命历史博物馆。

## 发现过程
1953年1月底，吴煦重孙吴兆新夫妇将祖上留下的700余斤“废纸”出售给收废纸的邻居任尧卿。任尧卿意识到“废纸”价值，转售给杜国盛。杜国盛转售本地收藏家。2月，浙江省文管会介入，使得这批文物得以整体保全。3月，中共中央宣传部向中共浙江省委要求，将档案送往北京。4月3日，浙江省文物局按要求，派员与浙江文管会沙孟海一同押送吴煦档案至北京。5月16日，《人民日报》以《浙江省最近发现了一批珍贵的太平天国史料》为题，对外发布消息。